# SN 1960D
SN 1960D – supernowa odkryta 20 marca 1960 roku w galaktyce MCG +04-20-30. W momencie odkrycia miała maksymalną jasność 16,40m.